# Truth in a Structured Form
Truth in a Structured Form is een studioalbum van de Atlanta Rhythm Section. Na Quinella stapte ARS in zeer gewijzigde vorm (Hammond bijvoorbeeld was vertrokken) de studio in om opnieuw een plaat af te leveren aan Columbia Records; deze vond de ingediende opnamen niet goed en zo verdween het album in de la. Ook een volgende poging in weer andere samenstelling mislukte. In 1989 volgde dan het eerste album in acht jaar met drie ex-leden die de koppen weer bij elkaar staken: Hammond, Bailey en Daughtry. De muziekwereld was verder getrokken en dit album zorgde er niet voor dat ARS op het oude niveau kon terugkeren. De muziek bestaat uit mainstreamrock, destijds gespeeld door talloze bandjes. Het album was niet zoals gebruikelijk in thuishaven Doraville, Georgia opgenomen (behalve How much love; enige track geproduceerd door Mills), maar in Southern Tracks in Atlanta.

## Musici
Ook de samenstelling van de band was gewijzigd, nieuwe gitarist, nieuwe bassist en nieuwe drummer:
- Ronnie Hammond – zang
- Barry Bailey, Steve Stone – gitaar
- J.E. Garrett – basgitaar
- Dean Daughtry – toetsinstrument-en
- Sean Burke – slagwerk

met
- Buddy Buie en Brendan O'Brien - achtergrondzang

## Muziek
Bijna alle composities waren van de hand van Buie en Hammond

| Nr. | Titel                                      | Duur |
| --- | ------------------------------------------ | ---- |
| 1.  | Awesome love (Buie, Hammond, John Fristoe) | 3:59 |
| 2.  | Listen to the Wind (Buie, Hammond)         | 3:46 |
| 3.  | I want you here with me (Buie, Hammond)    | 5:17 |
| 4.  | Every little bit hurts (Buie, Hammond)     | 3:56 |
| 5.  | What happened to us (Buie, Hammond)        | 4:30 |
| 6.  | Neon Street (Buie, Hammond)                | 4:35 |
| 7.  | One way town (Brendan O’Brien, Edwards)    | 4:32 |
| 8.  | I’m not the only one (Buie, Hammond)       | 4:53 |
| 9.  | I’m going back (Buie, Hammond)             | 3:53 |
| 10. | How much love is enough (Buie, Hammond)    | 3:44 |
| 11. | Don’t get me started (Buie, Hammond)       | 4:47 |

Imgaine Records was een sublabel van Columbia Records.